# 1991 RX10
1991 PX10 är en asteroid i huvudbältet som upptäcktes den 10 september 1991 av den amerikanske astronomen Henry E. Holt vid Palomarobservatoriet.
Asteroiden har en diameter på ungefär 4 kilometer.